# Бенцони, Джованни Мария
Джованни Мария Бенцони (итал. Giovanni Maria Benzoni, 1809—1873) — итальянский скульптор-неоклассицист.
Родился 28 августа 1809 года в местечке Сонгаваццо в Ломбардии.
В юности он был пастухом и в свободное время занимался резьбой по дереву. После смерти отца он в 1820 году переехал в деревню Рива-ди-Сольто, где был принят в столярную мастерскую своего дяди. Здесь он заинтересовал своим мастерством представителей местной знати и получил первые персональные заказы на изготовление деревянных скульптур — одна из первых его работ, получивших известность была копия статуи Франциска Ассизского. После этого он был принят под покровительство семьи Тадини и поступил на обучение в Академию Тадини в Ловере под Бергамо.
В декабре 1828 года граф Тадини отправил Бенцони в Рим, на обучение в Академию Св. Луки. Здесь он был принят в мастерскую Джузеппе Фабриса, работал как над самостоятельными вещами, так и над копиями с скульптур Антонио Кановы. Постепенно завоёвывая известность и получая самостоятельные заказы Бенцони уже в 1832 году смог открыть собственную мастерскую в Риме.

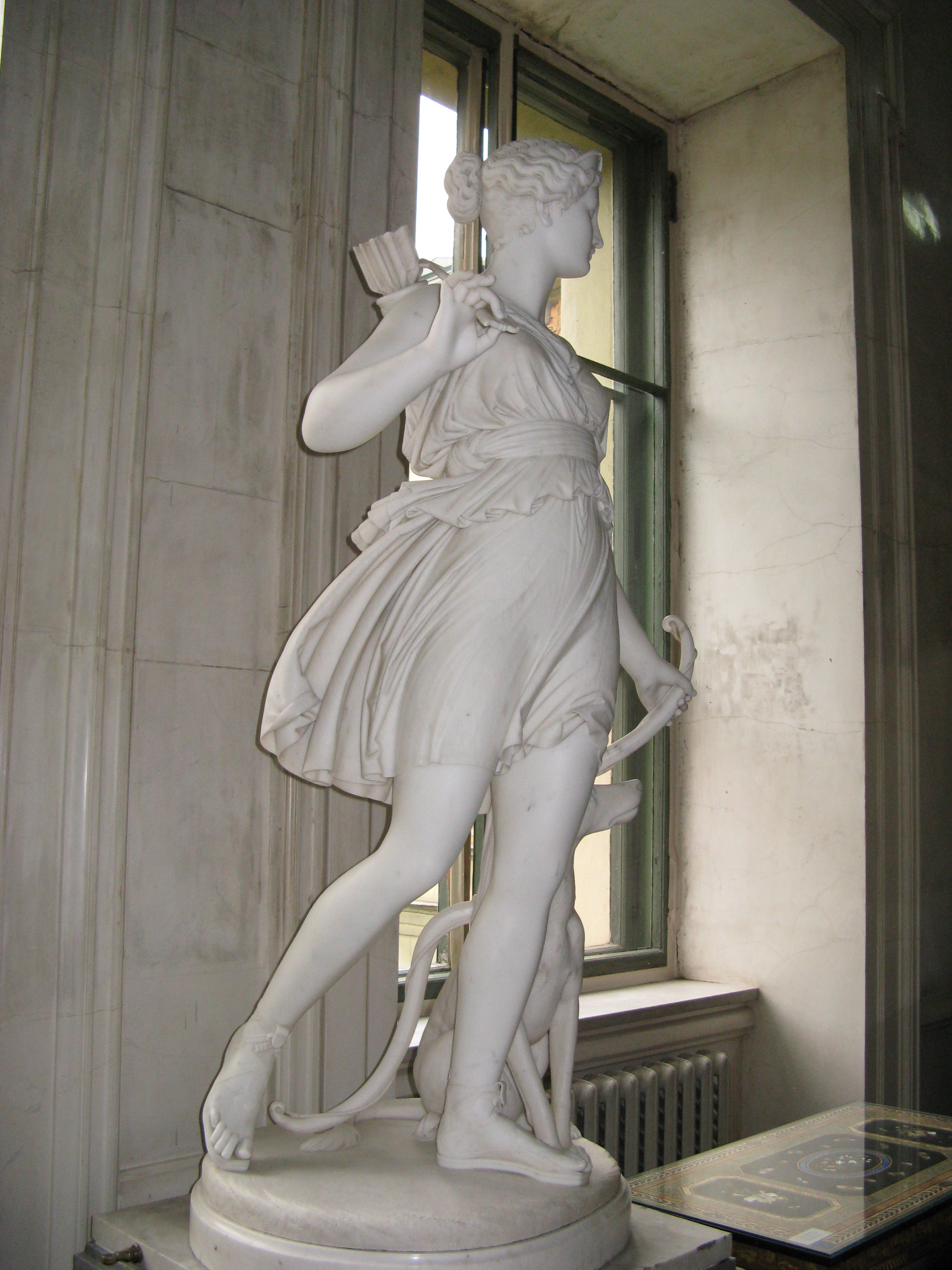
«Диана» работы Бенцони. Эрмитаж

В основном Бенцони работал над светскими сюжетами и исполнял скульптурные портреты, но с ростом популярности он начал получать заказы от папского двора и постепенно перешёл к религиозной скульптуре.
Также он создал множество скульптур для надгробных памятников: особенно выделяются в этом ряду статуи его родителей, кардинала Анджело Мая и графа Тадини — они характеризуются как особенно сентиментальные и яркие.
Он всегда жил в Риме, хотя часто возвращался в Бергамо и Ломбардию, где стал почётным членом местного университета. Также им было выполнено множество бюстов местной знати и простых граждан. Считается, что за более чем сорокалетнюю творческую жизнь Бенцони создал 277 оригинальных работ, а если считать вместе с копиями и авторскими повторениями — 705 произведений.
Скончался в Риме 28 апреля 1873 года. Похоронен на кладбище Кампо Верано в гробнице, которую он сам обустроил.